# Groupe D du Championnat d'Europe féminin de basket-ball 2013
Le Groupe A du Championnat d'Europe de basket-ball féminin 2013 se déroule entre le 15 et le 17 juin 2013. Les matchs de ce groupe se déroulent à l'Arena Loire à Trélazé en France.
Le groupe est composé des équipes nationales : Biélorussie, Croatie, Lituanie, et République tchèque. Les trois premières équipes classées sont qualifiées pour le second tour (Groupe F).

## Classement
| Groupe D (Trélazé) | Groupe D (Trélazé) | Groupe D (Trélazé) | Groupe D (Trélazé) | Groupe D (Trélazé) | Groupe D (Trélazé) | Groupe D (Trélazé) | Groupe D (Trélazé) | Groupe D (Trélazé) |
|                    | Équipe             | Pts                | G                  | P                  | PP                 | PC                 | Diff               | Dép                |
| ------------------ | ------------------ | ------------------ | ------------------ | ------------------ | ------------------ | ------------------ | ------------------ | ------------------ |
| 1                  | Biélorussie        | 5                  | 2                  | 1                  | 184                | 154                | +30                | +21                |
| 2                  | République tchèque | 5                  | 2                  | 1                  | 183                | 179                | +4                 | −21                |
| 3                  | Croatie            | 4                  | 1                  | 2                  | 200                | 208                | −8                 | +12                |
| 4                  | Lituanie           | 4                  | 1                  | 2                  | 200                | 226                | −26                | −12                |

## Détails des matchs

### 15 juin
| 15 juin 2013 15 h 00 CEST | Rapport | Lituanie                                                           | 77-89                    | Croatie                                       |  | Arena Loire, Trélazé Affluence : 4 552 Arbitres : Saverio Lanzarini Anna Cardus Piotr Pastusiak |
| 15 juin 2013 15 h 00 CEST | Rapport | Score par quart-temps : 26-22, 19-21, 19-25, 13-21                 |                          |                                               |  | Arena Loire, Trélazé Affluence : 4 552 Arbitres : Saverio Lanzarini Anna Cardus Piotr Pastusiak |
| 15 juin 2013 15 h 00 CEST | Rapport | Gintarė Petronytė 23 Gintarė Petronytė 14 Visgaudaitė, Petronytė 4 | Points Rebonds Passes d. | Iva Slišković 19 Jelena Ivezić 8 Iva Ciglar 6 |  | Arena Loire, Trélazé Affluence : 4 552 Arbitres : Saverio Lanzarini Anna Cardus Piotr Pastusiak |

| 15 juin 2013 18 h 30 CEST | Rapport | Biélorussie                                                      | 60-39                    | République tchèque                                    |  | Arena Loire, Trélazé Affluence : 4 728 Arbitres : Emilio Perez Sérgio Silva Özlem Yalman |
| 15 juin 2013 18 h 30 CEST | Rapport | Score par quart-temps : 18-5, 6-12, 12-12, 21-10                 |                          |                                                       |  | Arena Loire, Trélazé Affluence : 4 728 Arbitres : Emilio Perez Sérgio Silva Özlem Yalman |
| 15 juin 2013 18 h 30 CEST | Rapport | Alena Lewtchanka 14 Trois joueuses 8 Murauskaya, Likhtarovitch 3 | Points Rebonds Passes d. | Michaela Zrůstová 14 Petra Kulichová 6 Six joueuses 1 |  | Arena Loire, Trélazé Affluence : 4 728 Arbitres : Emilio Perez Sérgio Silva Özlem Yalman |

### 16 juin
| 16 juin 2013 12 h 30 CEST | Rapport | Croatie                                            | 43-57                    | Biélorussie                                                      |  | Arena Loire, Trélazé Affluence : 2 291 Arbitres : Aare Halliko Ognjen Jokic Zdenko Zubak |
| 16 juin 2013 12 h 30 CEST | Rapport | Score par quart-temps : 13-15, 15-11, 7-18, 8-13   |                          |                                                                  |  | Arena Loire, Trélazé Affluence : 2 291 Arbitres : Aare Halliko Ognjen Jokic Zdenko Zubak |
| 16 juin 2013 12 h 30 CEST | Rapport | Trois joueuses 8 Quatre joueuses 4 Ivezić, Lelas 3 | Points Rebonds Passes d. | Alena Lewtchanka 13 Alena Lewtchanka 12 Tat'yana Likhtarovitch 4 |  | Arena Loire, Trélazé Affluence : 2 291 Arbitres : Aare Halliko Ognjen Jokic Zdenko Zubak |

| 16 juin 2013 18 h 30 CEST | Rapport | République tchèque                                        | 70-51                    | Lituanie                                                |  | Arena Loire, Trélazé Affluence : 3 937 Arbitres : Borys Shulga Karolina Andersson Ilya Putenko |
| 16 juin 2013 18 h 30 CEST | Rapport | Score par quart-temps : 14-14, 25-8, 14-9, 17-20          |                          |                                                         |  | Arena Loire, Trélazé Affluence : 3 937 Arbitres : Borys Shulga Karolina Andersson Ilya Putenko |
| 16 juin 2013 18 h 30 CEST | Rapport | Petra Kulichová 15 Petra Kulichová 7 Veronika Bortelová 5 | Points Rebonds Passes d. | Gintarė Petronytė 13 Giedrė Paugaitė 7 Trois joueuses 2 |  | Arena Loire, Trélazé Affluence : 3 937 Arbitres : Borys Shulga Karolina Andersson Ilya Putenko |

### 17 juin
| 17 juin 2013 12 h 30 CEST | Rapport | Lituanie                                                       | 72-67                    | Biélorussie                                                   |  | Arena Loire, Trélazé Affluence : 1 311 Arbitres : Anna Cardus Ognjen Jokic Asa Johansson |
| 17 juin 2013 12 h 30 CEST | Rapport | Score par quart-temps : 15-14, 20-20, 16-21, 21-12             |                          |                                                               |  | Arena Loire, Trélazé Affluence : 1 311 Arbitres : Anna Cardus Ognjen Jokic Asa Johansson |
| 17 juin 2013 12 h 30 CEST | Rapport | Gabrielė Gutkauskaitė 15 Giedrė Paugaitė 9 Gintarė Petronytė 3 | Points Rebonds Passes d. | Aliaksandra Tarasava 16 Marina Kress 7 Natallia Anufryienka 4 |  | Arena Loire, Trélazé Affluence : 1 311 Arbitres : Anna Cardus Ognjen Jokic Asa Johansson |

| 17 juin 2013 18 h 30 CEST | Rapport | République tchèque                                             | 74-68                    | Croatie                                          |  | Arena Loire, Trélazé Affluence : 5 000 Arbitres : Emilio Perez Moritz Reiter Sérgio Silva |
| 17 juin 2013 18 h 30 CEST | Rapport | Score par quart-temps : 24-20, 13-12, 21-14, 16-22             |                          |                                                  |  | Arena Loire, Trélazé Affluence : 5 000 Arbitres : Emilio Perez Moritz Reiter Sérgio Silva |
| 17 juin 2013 18 h 30 CEST | Rapport | Katerina Hindraková 17 Petra Kulichová 10 Veronika Bortelová 5 | Points Rebonds Passes d. | Lelas, Slišković 13 Ivezić, Slišković 7 Ciglar 5 |  | Arena Loire, Trélazé Affluence : 5 000 Arbitres : Emilio Perez Moritz Reiter Sérgio Silva |